# Thales McReynolds
Thales Alford McReynolds (Birmingham, 8 giugno 1943 – 30 giugno 1988) è stato un cestista statunitense, professionista nella NBA.

## Carriera
Dopo la carriera universitaria al Miles College, venne selezionato all'11º giro del Draft NBA 1965 dai Baltimore Bullets con l'85ª scelta assoluta. Disputò 5 partite nel 1965-66, segnando 3 punti.